# 40 Jahre – Live von der Waldbühne Berlin
40 Jahre – Live von der Waldbühne Berlin ist das vierte Livealbum der deutschen Rockgruppe Karat aus dem Jahr 2015. Das Live-Album erschien als Doppel-CD, DVD und Premium-Edition (Doppel-CD und DVD).

## Inhalt

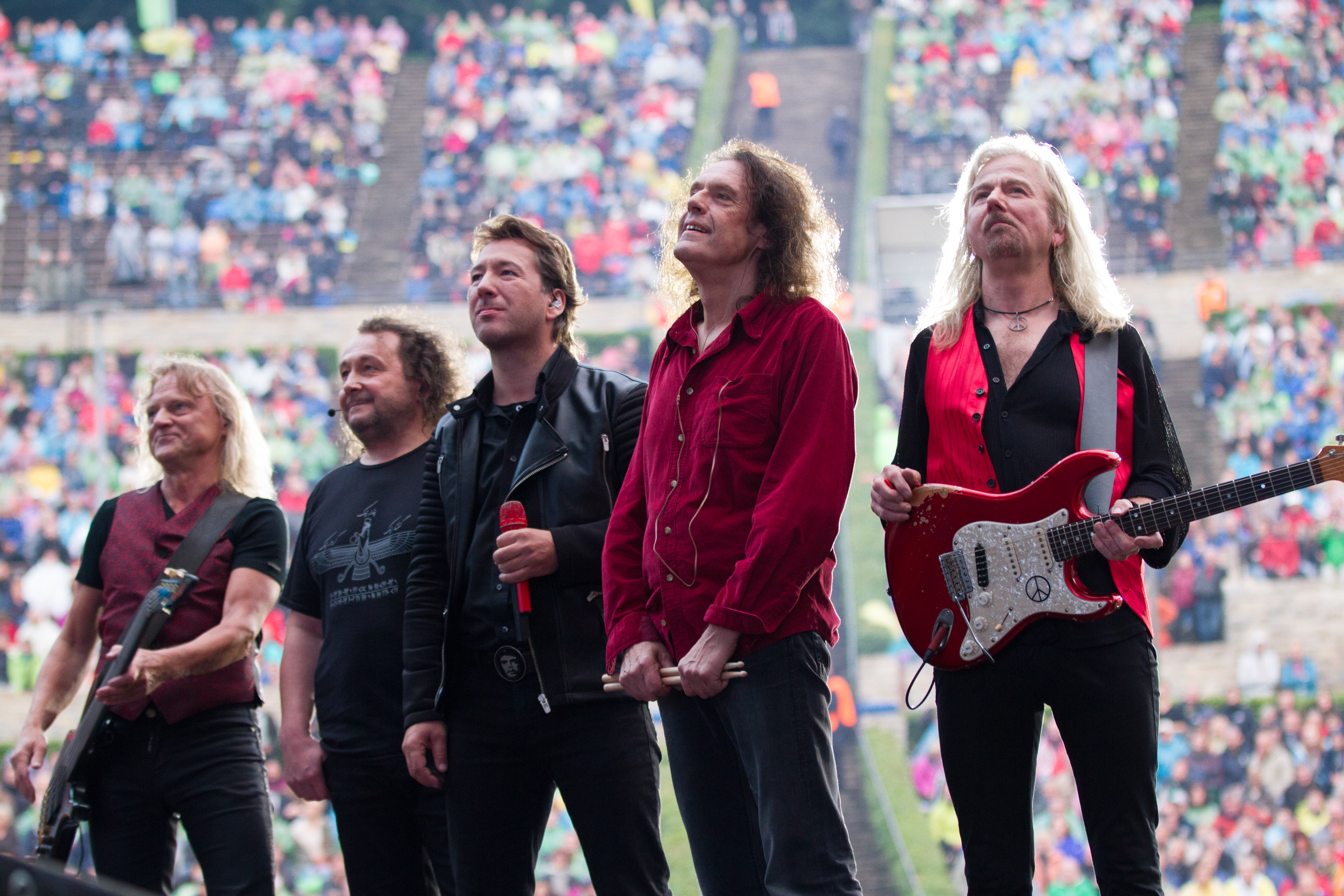
Karat 2015 in der Berliner Waldbühne

Als einziges offizielles Jubiläumskonzert zum 40. Bandgeburtstag wurde das Konzert am 20. Juni 2015 in der Berliner Waldbühne vor über 12.000 Besuchern aufgenommen. Der Band war die Wahl der Location nicht nur aufgrund der Geschichte und Popularität der Bühne ein besonderes Anliegen, sondern auch aufgrund eigener Erinnerungen. Bereits am 10. September 1982 spielte die Band im damals noch geteilten Deutschland ein nahezu ausverkauftes Konzert vor Ort.
Die Setlist umfasst neben der großen Erfolge von Karat (etwa Über sieben Brücken, Der blaue Planet, Schwanenkönig oder Jede Stunde) auch einige selten gespielte Titel (wie Marionetten, Musik zu einem nichtexistierenden Film oder Auf den Meeren) sowie drei Titel des 2015 erschienenen Albums Seelenschiffe (Soll ich dich befreien, Sag seit wann, Seelenschiffe).
Als Gäste traten Matthias Reim (Gesang) bei Schwanenkönig, Ute Freudenberg (Gesang) bei Abendstimmung, Gregor Meyle (Gesang und Gitarre) bei Albatros und Soll ich dich befreien sowie der Rammstein-Schlagzeuger Christoph Schneider bei Das Narrenschiff und Der blaue Planet auf. Schneider ist auf der DVD-Veröffentlichung jedoch aus lizenzrechtlichen Gründen nicht zu sehen.

## Besetzung
- Claudius Dreilich (Gesang)
- Martin Becker (Keyboards)
- Bernd Römer (Gitarre)
- Michael Schwandt (Schlagzeug, Perkussion)
- Christian Liebig (Bassgitarre)

## Titelliste
1. Steh wieder auf (Becker/Peltner) (3:01)*
2. Marionetten (Ed SwillmsSwillms/Norbert Kaiser) (4:07)
3. Jede Stunde (Swillms/Kaiser, Herbert Dreilich) (7:07)
4. Schwanenkönig (Swillms/Kaiser) (mit Matthias Reim) (7:37)
5. Tanz mit der Sphinx (Swillms/Kaiser) (4:27)
6. Falscher Glanz (Swillms/Kaiser, Dreilich) (9:20)
7. Musik zu einem nichtexistierenden Film (Swillms) (3:23)
8. Auf den Meeren (Swillms/Demmler) (7:32)
9. Abendstimmung (Swillms/Lasch) (mit Ute Freudenberg) (4:10)
10. Gewitterregen (Swillms/Kaiser) (4:10)
11. Albatros (Swillms/Kaiser) (mit Gregor Meyle) (9:50)
12. Soll ich dich befreien (Meyle/Meyle) (mit Gregor Meyle) (4:12)
13. Sag seit wann (Politz/Sellin) (4:35)
14. Seelenschiffe (Krieg, Politz/Sellin) (4:05)
15. Hab den Mond mit der Hand berührt (Kurzhals/Dreilich) (6:00)
16. Blumen aus Eis (Swillms/Kaiser) (6:26)
17. Mich zwingt keiner auf die Knie (Swillms/Kaiser, Dreilich) (4:07)
18. In deiner Galerie (Swillms/Kaiser) (4:32)
19. Das Narrenschiff (Swillms/Kaiser) (5:54)
20. Der blaue Planet (Swillms/Kaiser) (6:40)
21. Über sieben Brücken mußt du gehn (Swillms/Richter) (8:00)
22. Weitergehn (Becker/Becker, Peltner) (4:20)
23. König der Welt (Swillms/Demmler) (5:40)
24. Magisches Licht (Swillms/Kaiser) (5:53)
25. Seelenschiffe (Promo-Clip) (nur auf DVD)

Die Laufzeiten beziehen sich auf die Titel der CDs.